# Gorguipia

Mapa con varias colonias griegas del norte del mar Negro donde se aprecia la situación de Gorgipia.

Gorguipia (en ruso: Горги́ппия, en griego: Γοργιππία) es una antigua ciudad situada en la orilla nororiental del mar Negro, que existió entre el siglo IV a. C. y el siglo III d. C. como parte del reino del Bósforo.

## Historia
A finales del siglo VII a. C. se establecieron los primeros asentamientos griegos en la costa norte del mar Negro. Entre el 590 a. C. y el 570 a. C. se fundó la colonia de Panticapea. En el siglo VI a. C. se fundan las ciudades de Ninfea, Feodosia, Citea, Cimérico, Mirmecio, Fanagoria y Hermonasa. Los sindos edificaron un puerto junto a la bahía de Anapa en la segunda mitad del siglo VI a. C. Aquí se importaban productos desde Quíos, Tasos, Lesbos, Samos, Mileto, Clazómenas y Abdera. 

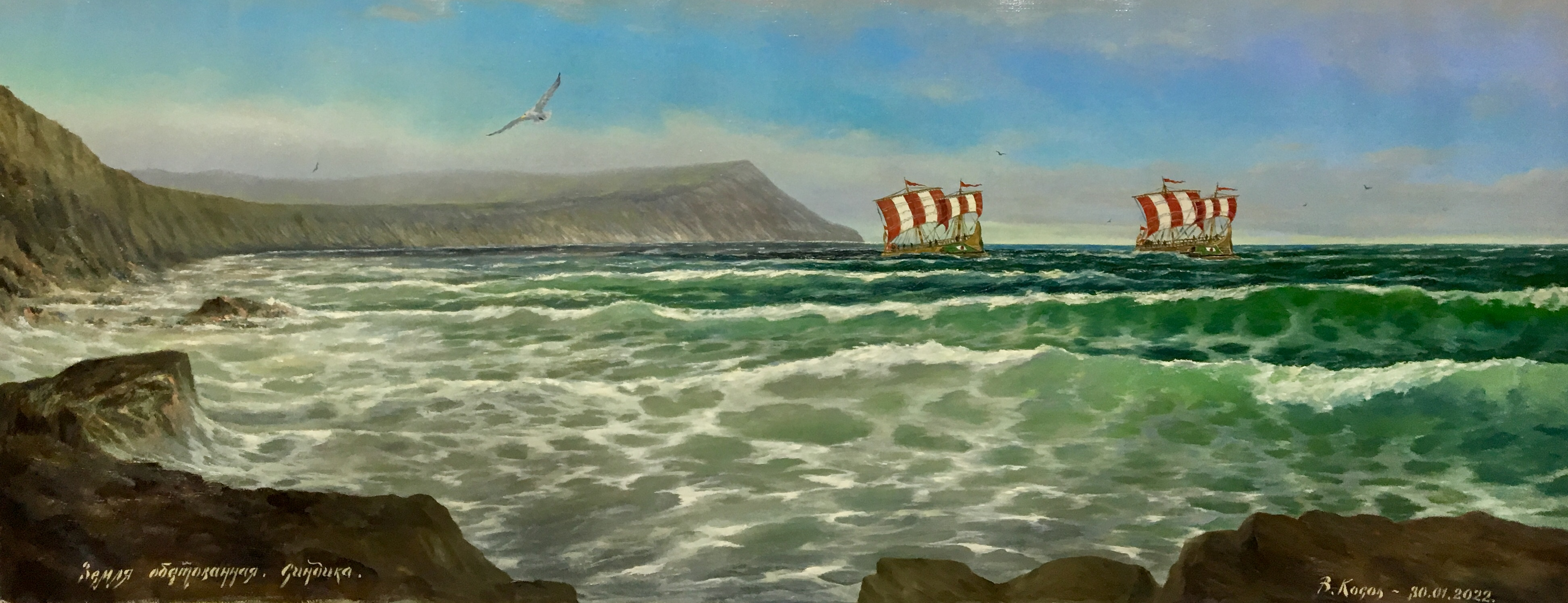
Sindica Tierra Prometida. vladimir kosov

Alrededor del año 480 a. C. se establece una liga de las colonias griegas dirigida por Panticapea. Los sindos entran voluntariamente en el reino del Bósforo, bajo el gobierno de los arcanáctidas. En el año 438 a. C./437 a. C. cambió la dinastía reinante a los espartóquidas. En el siglo IV a. C. se pacíficó la situación en el reino y la ciudad es replanificada y renovada. Se nombraría Gorguipia por Gorgipa, gobernador general y hermano de Leucón I del Bósforo, que llevó a cabo la reforma. La ciudad tenía una superficie de 40 ha y estaba rodeada de murallas. Se establecen rutas para importar vino de Heraclea y Sinope a la vez que se desarrolla una cultura vinícola local. A finales de ese siglo se finaliza la construcción de un templo dedicado a Artemisa de Éfeso. En la década del año 260 a. C. se dieron en la ciudad unos juegos y fiestas en honor a Hermes. A mediados del siglo III a. C. la localidad fue destruida por un incendio. 
Entre el 107 a. C. y el 63 a. C. pertenece al reino del Ponto.  Entre mediados de los siglos I a. C. y I d. C. se producen varias guerras y conflictos que dañan la ciudad que es reconstruida. Entre el año 14 y el año 37 reinó Riskuporid I Aspurga, que inició la dinastía Savromatov, vasalla del Imperio romano (adoptó el nombre Julius Tiberius y el título "amigo de los romanos y amigo del césar"). En el 110 Savromat I manda construir un templo a Afrodita, que será pronto acompañado de multitud e otros templos en los siglos I y II. Estos dos siglos son los de su florecimiento como gran centro comercial y artesano del reino del Bósforo. Como resultado de unas invasiones bárbaras (sármatas y alanas) en el año 240, la ciudad fue destruida. A mediados del siglo III se intenta restablecer el asentamiento, pero las invasiones de los hunos en la década de 370 marcaron el fin de las colonias del Bósforo.

## Arqueología
En Anapa se hallan las ruinas, descubiertas en 1975 en el centro de la ciudad. Se conservan en el museo arqueológico de Gorguipia, al aire libre, que muestra el pavimento de piedra de la calle, los cimientos y paredes de las viviendas, los restos de los talleres, bodegas, baños. planchas de mármol con inscripciones, sarcófagos sacados de la necrópolis, etc.